# Колин Дейвис
 Тази статия е за английския диригент.  За автомобилния състезател вижте Колин Дейвис (автомобилен състезател).  
Колин Рекс Дейвис (на английски: Colin Rex Davis) е английски диригент.
Той е роден на 25 септември 1927 година в Уейбридж, Съри. Първоначално учи за кларинетист, а от 1949 година работи като диригент.
Най-големите му успехи са с Лондонския симфоничен оркестър, където дирижира за първи път през 1959 година. Репертоарът му е широк, но композиторите, с които се свързва най-често, са Волфганг Амадеус Моцарт, Ектор Берлиоз, Едуард Елгар, Ян Сибелиус, Игор Стравински, Майкъл Типет.
Колин Дейвис умира на 14 април 2013 година в Лондон.